# Rafaił Lewicki

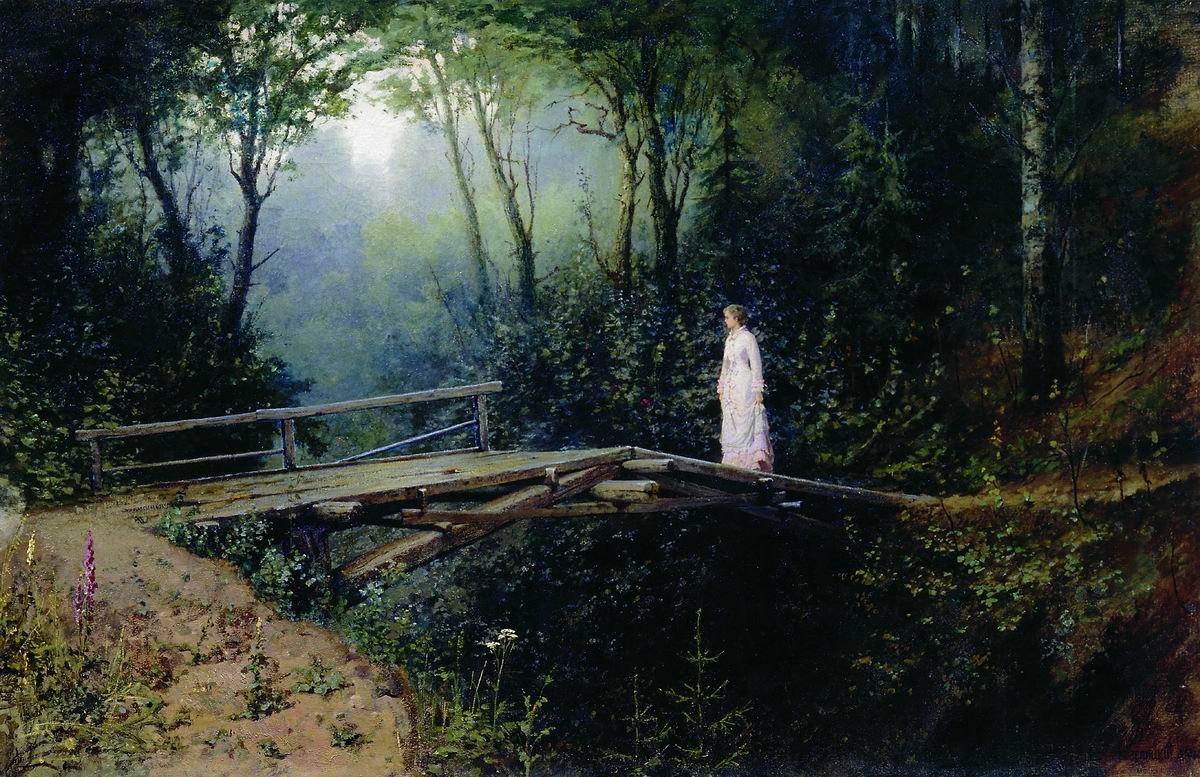
Mostek w Abramcewie (1885-1886)

Rafaił Lewicki, ros. Рафаи́л Сергее́вич Леви́цкий (ur. 1847 w Sankt Petersburgu, zm. 1940 w Leningradzie) – rosyjski malarz i fotograf, członek stowarzyszenia Pieriedwiżników.
Pochodził z zamożnej rodziny. Był synem Siergieja Lwowicza Lewickiego (1819–1898), pioniera fotografii rosyjskiej. Był kuzynem Aleksandra Hercena. Ożenił się z hrabianką Anną Wasiliewną Ołsufjewą.
Studia artystyczne rozpoczął w roku 1886 na Cesarskiej Akademii Sztuki w Petersburgu u Pawła Czistiakowa na prawach wolnego słuchacza. Wraz z nim studiowali m.in. Wasilij Polenow i Ilja Riepin.
Jego prace z okresu studiów były nagradzane srebrnymi i złotymi medalami. W roku 1877 otrzymał tytuł artysty trzeciej klasy.
W roku 1880 został członkiem stowarzyszenia Pieriedwiżników i uczestniczył w wystawach w latach 1880-1894.
W roku 1884 został mianowany profesorem rysunku i malowania na porcelanie w szkole Cesarskiego Towarzystwa Popierania Sztuk Pięknych; pozostał na tym stanowisku do roku 1914.
W latach 1885, 1896 i 1907 odwiedzał Włochy, gdzie tworzył obrazy rodzajowe i impresjonistyczne krajobrazy.
Rafaił Lewicki zajmował się fotografią w studium swojego ojca Siergieja w Paryżu w latach 1859-1864 i po jego likwidacji powrócił do kraju. Po zgonie Siergieja Lewickiego w roku 1898 Rafaił przejął studio ojca w Sankt Petersburgu i kontynuował jego działalność. Tam wykonał portrety cara Mikołaja, carycy Aleksandry, członków rodziny carskiej: Olgi Nikołajewnej, Tatiany Nikołajewnej, Anastazji Nikołajewnej.
Do kręgu przyjaciół Rafaiła Lewickiego należeli Wasilij Polenow, Lew Tołstoj i Ilja Riepin. Korespondencja Lewickiego z nimi stanowi cenny dokument kultury rosyjskiej XIX wieku.
Gdy Riepin zamieszkał w Moskwie w roku 1876, wybrał się z Lewickim do Abramcewa na zaproszenie Sawwy Mamontowa. Obaj namalowali ten sam mostek w Abramcewie, ukazując zupełnie różne wizje tego samego motywu.
W roku 1920 Riepin ofiarował namalowany przez siebie portret Lewickiego Fińskiej Galerii Narodowej.
Lew Tołstoj przebywał w lutym i w marcu 1896 w majątku Ołsufiewów w Nikolskim niedaleko Moskwy.
Lewicki został pochowany na cmentarzu Sainte-Geneviève-des-Bois w Paryżu.